# Техногенна катастрофа

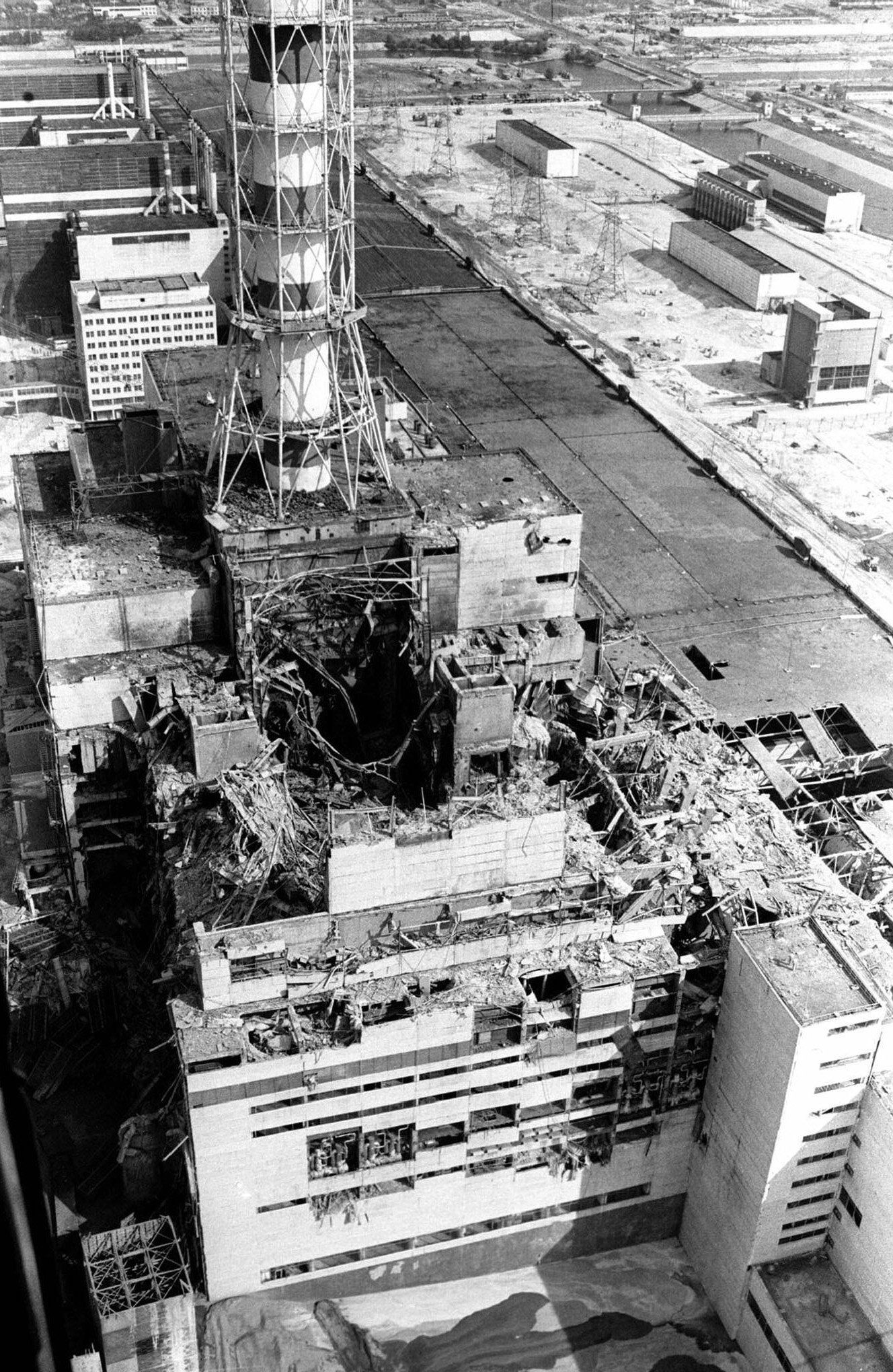
Руйнування на Чорнобильській АЕС

Техногенна катастрофа  (англ. Industrial disaster) — катастрофа з тяжкими наслідками для довкілля і людини, викликана частковим або повним виходом з ладу або руйнуванням технічних засобів.

## Причини
Причинами техногенних катастроф (авіаційних, залізничних, морських та річкових катастроф, вибухів, пожеж та аварій на техногенних виробництвах) є:
- природні чинники: непогода, аномальна температура, землетруси, повені, пожежі тощо;
- антропогенні чинники: помилки проектування, порушення правил обслуговування та експлуатації транспортних засобів та об'єктів техногенних виробництв, терористичні акти.

Найбільшою техногенною катастрофою за критеріями Всесвітньої організації охорони здоров'я (ВООЗ) вважається викид 40 т метилізоціанату при вибуху на хімічному заводі в м. Бхопал (Індія, 1984), в якій постраждало близько 100 тис. людей.
Залежно від наслідків, техногенні катастрофи можуть переростати в екологічні або гуманітарні катастрофи.

## Значні техногенні катастрофи в Україні
- Куренівська трагедія (1961)
- Аварія на Чорнобильській АЕС (1986)
- Підрив Каховської ГЕС (2023)

## Значні техногенні катастрофи у світі
- 1902 рік. Соляний рудник Кунігунда (Закарпаття) раптово просів на 20 метрів. Згодом улоговину заповнила солона вода, утворилося озеро Кунігунда — аналог Мертвого Моря, а на дні зібрався товстий шар аспідно-чорної лікувальної грязі.
- 1903 Пожежа на нафтопромислі Бібі-Ейбаті, 1903[1]
- 1908 рік. Свердловина Ойл Сіті (Західна Україна) з глибини 1015 м викидала на добу 3000 т нафти, засмічуючи прилеглу місцевість; це була катастрофа світового масштабу, ускладнена попаданням нафти в річку Дністер і грандіозною пожежею.
- 1925—1977 роки. Видобуток газу і нафти в штаті Каліфорнія (США) привели до зниження рівня підземних вод на десятки метрів (максимальна до 153 м) і, як наслідок, до опускання земної поверхні на 9 м.
- 1929 рік. Вибух газу в долині річки Морени на території Румунії, який горів більше півтора року.
- 1962 рік. Провал бурового інструменту на Качанівському нафтовому родовищі ДДЗ, запалав газовий фонтан.
- 1963 рік. Вибух газу в процесі розвідки Кегичівського газового родовища (ДДЗ).
- 1967 рік. Біля берегів Західної Європи зазнав аварії супертанкер «Торрі Каньйон», в море потрапило 120 тис.т нафти. Величезна нафтова пляма спотворила прибережні води і береги Франції і Англії. Загинуло 50 тис. водоплавних птахів, тобто 90 % морських птахів цих районів.
- 1971 рік. Провал бурової вишки поблизу Дарвазе (Туркменістан) і загорання газу, який продовжує горіти до сих пір.

У листопаді 1971 року в порту Клайпеда стався розлив більше 16 тис. т мазуту з танкера «Глобе Асімі», що негативно позначилося на екосистемі Балтійського моря.
- 1972 рік. Вибух вуглеводневої суміші в Бориславі, який призвів до людських жертв.
- 1976 рік. В межах великого газового родовища Газлі (Узбекистан) в результаті інтенсивних бурових робіт було спровоковано землетрус силою до 9-10 балів.
- 1978 рік. Неподалік від французького порту Бордо затонув супертаркет «Амоко Кадіс», пролилося 230 тис. сирої нафти, утворивши на поверхні води найбільшу нафтову пляму в історії судноплавства.
- 1979 рік. Сумний рекорд по забрудненню морських вод належить нафтовій свердловині «Іксток-1» (Мексика), пробуреної біля берегів півострова Юкатан в Мексиканській затоці. Аварія трапилася в червні, і щодня в акваторію виливалося більше 4 тис. т нафти. Свердловина фонтанувала більше місяця, виплеснувши з надр майже 0,3 млн т нафти. Ліквідація фонтана обійшлася в 131,6 млн доларів США.
- 1979 рік. Велика аварія при зіткненні танкерів «Етдентік Емпресс» і «Іджен Кептен» в Карибському затоці недалеко від Тринідаду. У море вилилося 300 тис. т нафти.
- 1980 рік. Набула чинності Міжнародна конвенція по запобіганню забрудненню моря нафтою, яка передбачає повну заборону зливу таких вод і нафтових залишків з танкерів по всій акваторії Світового океану.
- 1981 рік. Листопадовий шторм викинув на хвилеріз порту Клайпеда грецький танкер «Глобус Асіні». З пробоїни в море витекло 10 тис. т нафти.
- 1983 рік. Недалеко від Атлантичного узбережжя загорівся і затонув танкер «Кастіло де Бельвер», в океані виявилося 250 тис. т нафти.
- 1985—2000 роки. У процесі видобутку вуглеводнів у Росії було зафіксовано понад 130 відкритих фонтанів, які призвели до тяжких наслідків; в 55 випадках при цьому вибухи супроводжувалися пожежами.
- 1991 рік. Під час війни в Перській затоці було підірвано 1250 нафтових свердловин, в результаті чого щодня згоряло близько 1 млн т нафти, забруднюючи повітря на багато сотень кілометрів від Кувейту.
- Катастрофа на нафтопереробній платформі «Петробрайс» у Бразилії, липень 2000
- Вибух на хімічному комбінаті AZF у Тулузі, 21 вересня 2001
- 2003 рік. У Тегерані Прикаспійські країни підписали Конвенцію із захисту морського середовища Каспійського моря, метою якої є захист морського середовища від забруднення, а також збереження, відновлення, стійке і раціональне використання біологічних ресурсів акваторії.
- 2007—2012 роки. На газопроводах Росії відбулося більше десятка проривів газопроводів, що супроводжувалися вибухами.
- 2010 рік. Вибух і пожежа на нафтовій свердловині в Мексиканській затоці, що супроводжувався розливом нафти, який відносять до числа найбільших техногенних екологічних катастроф нашого часу.
- 2010—2015 роки — ряд техногенних катастроф на Солотвинському родовищі камʼяної солі. 22 грудня 2010 року на території шахтних виробіток ДП «Солотвинський солерудник» внаслідок активізації карстових явищ стався провал 3000 м³ ґрунту. У січні 2011 року в Солотвині стався новий провал на території шахти № 8, який зруйнував електропідстанцію та компресорну станцію ДП «Солотвинський солерудник». У зону небезпеки потрапили житлові будинки, системи життєзабезпечення населення та об'єкти інфраструктури. 16 квітня 2015 року стався ще один обвал ґрунту біля Солотвинського водоканалу, що на вул. Возз'єднання. Розміри — 60×50 м, глибина — бл. 45 м, загальний обсяг провалля — близько 100 кубічних метрів. Дану подію пов'язують із роботою солерудника. Новоутворене карстове провалля з гострими краями, свідчить про продовження просідання ґрунту.